# 反向链接
反向链接（英語：Backlink）是指網站通过域名或锚文本指向另一網站，从而使自身网站的SEO 排名得到提升。

## 维基
Wiki中提供了反向链接，但通常仅在Wiki本身的范围内，并由数据库后端启用。MediaWiki特别提供了「链入页面」工具WikiWikiWeb在页面标题中提供了反向链接功能。

## 反向链接和搜索引擎
网络搜索引擎通常使用网站具有的反向链接数作为确定该网站的搜索引擎排名，受欢迎程度和重要性的最重要因素之一。例如Google的PageRank系统。这种搜索引擎排名形式的知识推动了反向連結 （页面存档备份，存于）行业的一部分，通常被称为垃圾索引（linkspam），即公司试图在其站点上放置尽可能多的 反向連結backlinks，而不管源站点的上下文如何。搜索引擎排名的重要性非常高，它被视为在线业务和任何网站的访问者转化率（尤其是在线购物时）的关键参数。博客评论、文章提交、新闻稿发布，社交媒体参与和论坛发布可用于增加反向链接。
由於反向連結在搜尋排名中的重要性，市場上出現了專門銷售反向連結的行為，稱為「反向連結購買」。這是指網站經營者向第三方支付費用，以獲得來自其他網站的連結，包括但不限於私人部落格網路、連結市集或是透過媒體合作形式投放文章。這種人為操作的連結建構方式違反了搜尋引擎的網站管理員指南，屬於黑帽SEO技術之一。若遭Google等搜尋引擎發現，可能導致網站被降權處理甚至遭到移除索引處分。